# Abderahmane El Houasli
Abderahmane El Houasli (arab. عبد الرحمن الحواصلي, ur. 20 grudnia 1984 w Taounate) – marokański piłkarz, grający jako bramkarz w Unionie Touarga.

## Klub

### Początki
Jego pierwszym „znanym” klubem jest Ittihad Khémisset, gdzie przeszedł 1 lipca 2009 roku.

### CODM Meknès
1 lipca 2011 roku przeszedł do CODM Meknès. W tym klubie zadebiutował 17 września 2011 roku w meczu przeciwko Chabab Rif Al Hoceima (porażka 1:0). Zagrał cały mecz.

### Raja Casablanca
1 stycznia 2012 roku dołączył do Raja Casablanca, ale nie zagrał żadnego spotkania.

#### Wypożyczenie do FAR Rabat
1 sierpnia 2012 roku został wypożyczony do FAR Rabat. W tym klubie pierwsze spotkanie zagrał 9 grudnia 2012 roku, a rywalem była Hassania Agadir (wygrana 1:0). Na boisku pojawił się w 44. minucie, zastąpił Alego Grouniego. To było jego jedyne spotkanie w barwach stołecznego klubu,

### KAC Kénitra
1 lipca 2013 roku został zawodnikiem KAC Kénitra. W tym klubie debiut zaliczył 20 grudnia 2013 roku w meczu przeciwko Raja Casablanca (1:1). Zagrał całe spotkanie. W sumie zagrał 47 spotkań.

### FUS Rabat
1 lipca 2015 roku został zawodnikiem FUS Rabat. W tym zespole zadebiutował 6 września 2015 roku w meczu przeciwko Raja Casablanca (wygrana 2:0). Rozegrał całe spotkanie. Łącznie zagrał 45 meczów. Zdobył mistrzostwo Maroka w sezonie 2015/2016.

### Hassania Agadir
1 lipca 2017 roku został zawodnikiem Hassanii Agadir. Zadebiutował tam 9 września 2017 roku w meczu przeciwko Chabab Rif Al Hoceima (1:1). Zagrał cały mecz. Łącznie zagrał 97 meczów.

### Union Touarga
15 sierpnia 2021 roku przeniósł się do Unionu Touarga.
W sezonie 2022/2023 (stan na 2 lutego 2022) zagrał 8 meczów.

## Reprezentacja
Siedział na ławce podczas trzech meczów w 2015 roku.

## Rodzina
Jego brat Yassine też jest piłkarzem i również gra jako golkiper.